# Dayro Moreno
Pour les articles homonymes, voir Moreno.
Dayro Mauricio Moreno Galindo, né à Chicoral le 16 septembre 1985, est un footballeur international colombien qui joue comme attaquant au Once Caldas.

## Biographie

### Débuts professionnels en Colombie
Dayro Moreno a remporté l'édition 2004 de la Copa Libertadores avec le club d'Once Caldas remportant la finale contre Boca Juniors. La même année il dispute avec Once Caldas la Coupe intercontinentale, perdue aux tirs au but contre le vainqueur de la Ligue des champions de l'UEFA, le FC Porto.

### Départ au Mexique
Le 16 octobre 2018, il est renvoyé de l'Atlético Nacional, à cause de son mauvais comportement (bagarre deux jours auparavant avec son coéquipier Jeison Lucumí pour savoir qui allait frapper un coup franc). 
Le 18 décembre 2018, il s'engage avec le Club Atlético Talleres jusqu'en décembre 2020. 

### Carrière internationale
Il a joué avec l'équipe nationale colombienne des moins de 20 ans le championnat sud-américain 2005, que la Colombie a organisé et remporté. Il a ensuite disputé la Coupe du monde de football des moins de 20 ans 2005 aux Pays-Bas, la Colombie a été éliminé par le futur vainqueur, l'Argentine.